# Timekeeper
Timekeeper (* 15. ledna 2013) je český dostihový kůň, vítěz Slovenského derby 2016.

## Život
Timekeeper je anglický plnokrevník, po slavném otci Galileo z matky Looking Back po Stravinsky. Majitel, Statek Blata Český Ráj manželů Josefa a Jany Dufkových, ho svěřil do tréninku Josefu Váňovi, který ho připravoval na klasické rovinové dostihy. Podle vyjádření trenérovy manželky je jako ostatní hřebci také svéhlavnější, ale příjemný k ježdění a dovede si užívat přízeň diváků.
Ve svém ročníku patří k nejlepším v České republice. 5. června 2016 vyhrál Velkou červnovou cenu na chuchelském závodišti, což ho pasovalo na hlavního favorita Českého derby. Byl to jeho teprve třetí start a už druhé vítězství. V jeho sedle byl žokej Jaromír Šafář, se kterým se počítalo i pro start v derby, nakonec ho ale přece jen nahradil slavnější šampion Filip Minařík. Roli favorita, která mu podle sázkových kurzů vydržela i při startu derby, ale Timekeeper nenaplnil a obsadil až deváté místo. V cílové rovině sice byl tísněn koněm Partyday s žokejem Janem Rájou v sedle, ale podle dostihové komise to nemělo vliv na výsledek dostihu. Na výsledku se naopak podepsala ztráta podkovy.
Následně ho majitelé přihlásili do Slovenského derby, které o rok dřív vyhráli s jiným vlastním koněm v tréninku Josefa Váni Touch of Genius. Do Timekeeperova sedla byl angažován tentokrát žokej Václav Janáček, který ale získal i cenné konzultace od Filipa Minaříka. Timekeeper byl opět podle sázkových tendencí favoritem, v tomto případě ale zvítězil a 1,5 délky před slovenským Fantastic Lacy.